# Прателла
Прателла (італ. Pratella) — муніципалітет в Італії, у регіоні Кампанія,  провінція Казерта.
Прателла розташована на відстані близько 155 км на схід від Рима, 65 км на північ від Неаполя, 40 км на північ від Казерти.
Населення — 1580 осіб (2014).
Щорічний фестиваль відбувається 10 травня. Покровитель — святий Миколай.

## Демографія
Населення за роками:

Станом на 1 січня 2023 року в муніципалітеті офіційно проживало 35 іноземців з 20 країн, серед них 4 громадяни країн Євросоюзу та 8 громадян України.

## Сусідні муніципалітети
- Айлано
- Чіорлано
- Прата-Санніта
- Презенцано
- Сесто-Кампано
- Вайрано-Патенора